# マルヒフェルト線
マルヒフェルト線またはゲンザーンドルフ - マルヒエック線（ドイツ語: Bahnstrecke Gänserndorf–Marchegg）は下オーストリア州ゲンザーンドルフとマルヒエックを結ぶ、北部鉄道の支線である。この路線は北部鉄道とブラチスラバ方面のマルヒエック線を連結して、ウィーン - マルヒエック間が開通された前にウィーンとブダペスト間鉄道路線の一部であった。

## 歴史
ハンガリー中央鉄道（Ungarische Central-Eisenbahn, UCB）がプレスブルクまで鉄道を建設する計画を確定したのちに、皇帝フェルディナンド北部鉄道（k.k. privilegierte Keiser Ferdinands-Nortbahn, KFNB）は連結線建設の計画を改めた。北部鉄道はハンガリー中央鉄道と契約を締結したが、マルヒ川の高い水位のため工事が遅延された。北部鉄道はプレスブルクまで建設費を負担するよう契約を追加した。この路線は1848年8月20日にマルヒエック-プレスブルク間とともに北部鉄道により開通された。
2012年2月14日の布告（Edikt）により連邦鉄道インフラ（ÖBB-Infrastruktur Aktiengesellschaft）は交通・革新・技術省にこの路線ならびにマルヒエック - 国境線間の電化工事に関する許可を申し込んだ。同年12月に改修工事は承認されたものの、2014年8月にシュタドラー-マルヒエック間の改修工事が承認されたので、電化工事の許可は無効となった。
その後オーストリア鉄道の改修・電化工事スケジュールの変更でこの路線とマルヒエック - デヴィンスカ・ノヴァ・ヴェス間の電化工事期限は2020年となった。2020年7月から12月まで電力設備工事が実行されて、その期間には列車通行が中止された。2020年12月にヴィーンSバーンのS1系統がこの路線に導入され、既存の普通列車系統を置き換えることとなった。

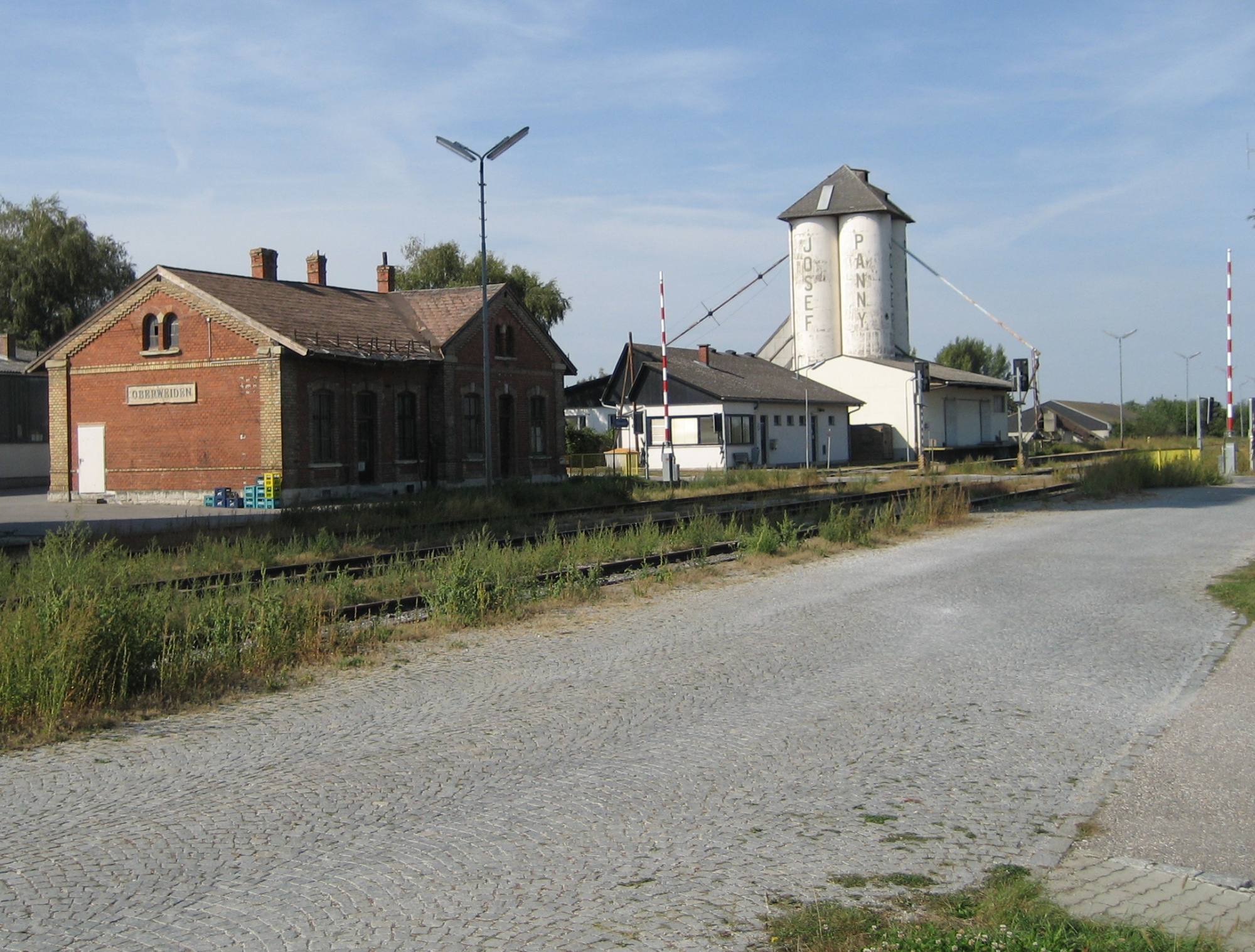
オーバーヴァイデン駅（2009年）。駅舎は2017年に撤去された。
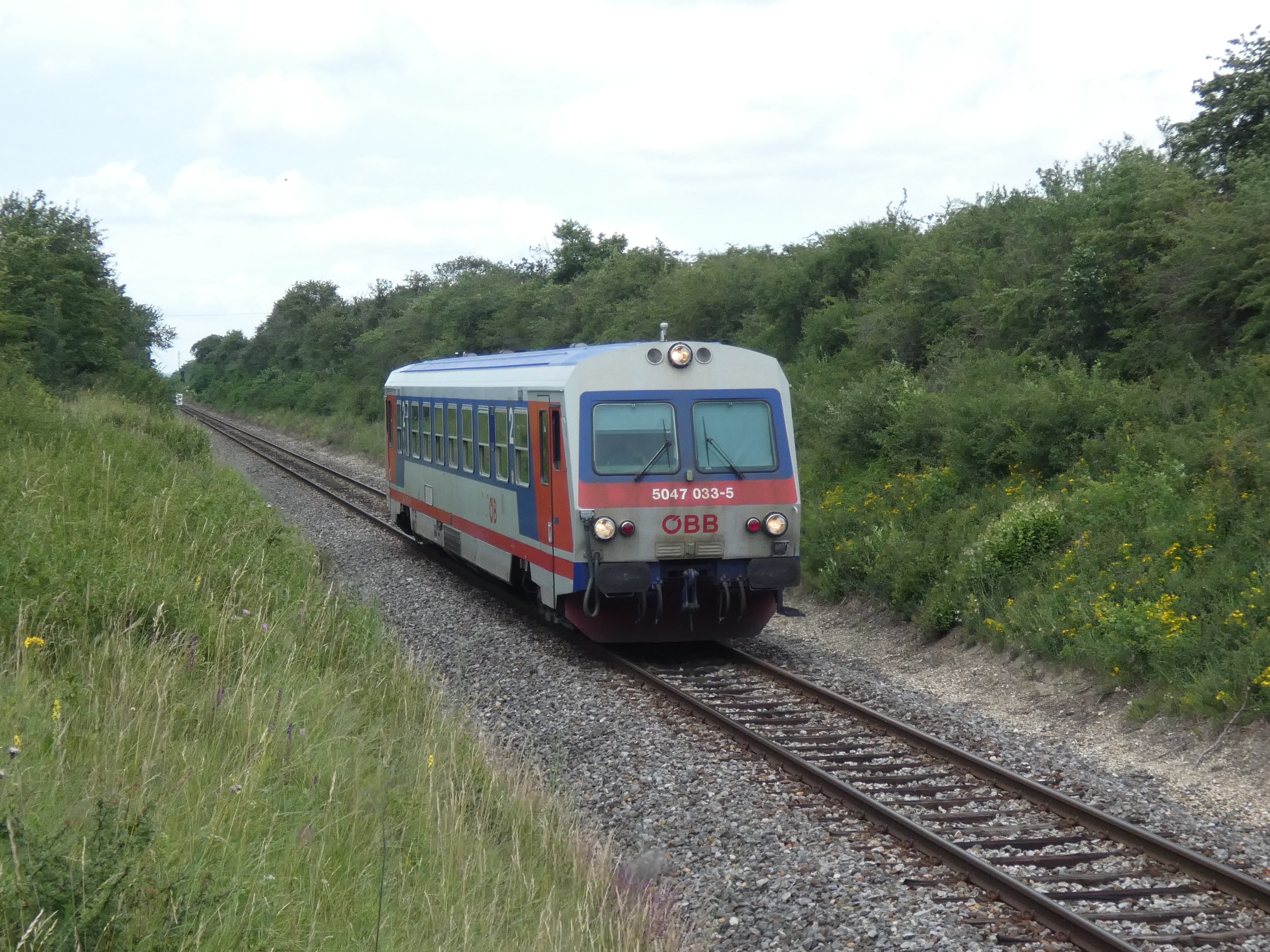
電化以前に通行した5047形気動車

## 運行形態
この路線には東部地域運輸連合（Verkehrsverbund Ost-Region, VOR）の運賃システムが適用される。
- Sバーン（）: ウィーン・マイドリング - ウィーン - ハンデルスカイ - フローリツドルフ - ドイチュ・ヴァグラム - ゲンザーンドルフ - オーバーヴァイデン - マルヒエック。60分間隔。使用車両は4746形電車。